# 란다 (스위스)
란다(독일어: Randa)는 스위스 발레주의 피스프구에 있는 시정촌이다. 이곳은 바이스호른과 마터 계곡의 돔산 사이에 위치하고 있다. 이 마을은 도로와 철도로 접근할 수 있으며 자동차 없는 마을인 체르마트까지 택시 서비스를 제공하는 캠프장이 있다. 빙하특급 기차 노선은 또한 란다와 체르마트를 연결한다.

## 역사

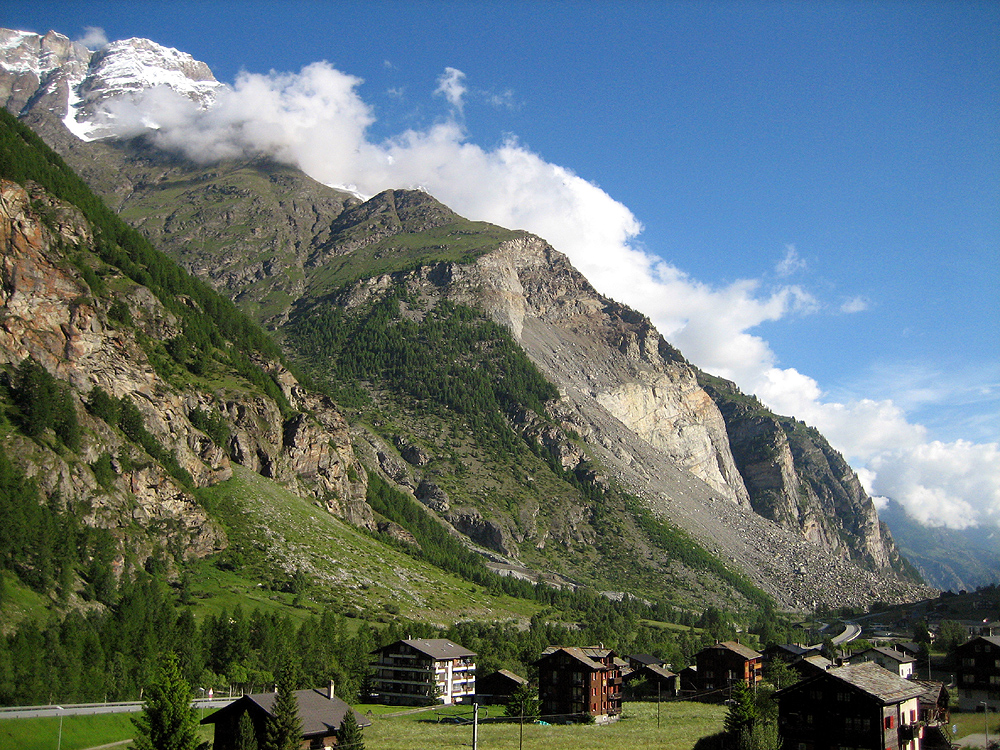
란다 산사태 자료와 흔적이 란다 마을 위로 관측된다

란다는 1305년에 란다(Randa)로 처음 언급되었다.
1819년, 마을은 근처에 떨어진 거대한 눈사태의 폭발로 거의 완전히 파괴되었다.
1991년에 마을 위의 절벽에서 큰 바위가 무너지면서 마을의 일부가 물에 잠겼다.
란다는 세계에서 가장 긴 보행자용 단순 현수교인 카를레스 쿠오넨 현수교에서 2시간 거리에 있다. 2017년 그레헨과 체르마트 사이의 경치 좋은 하이킹 루트인 유로파베크의 일부로 문을 열었다.

## 지리

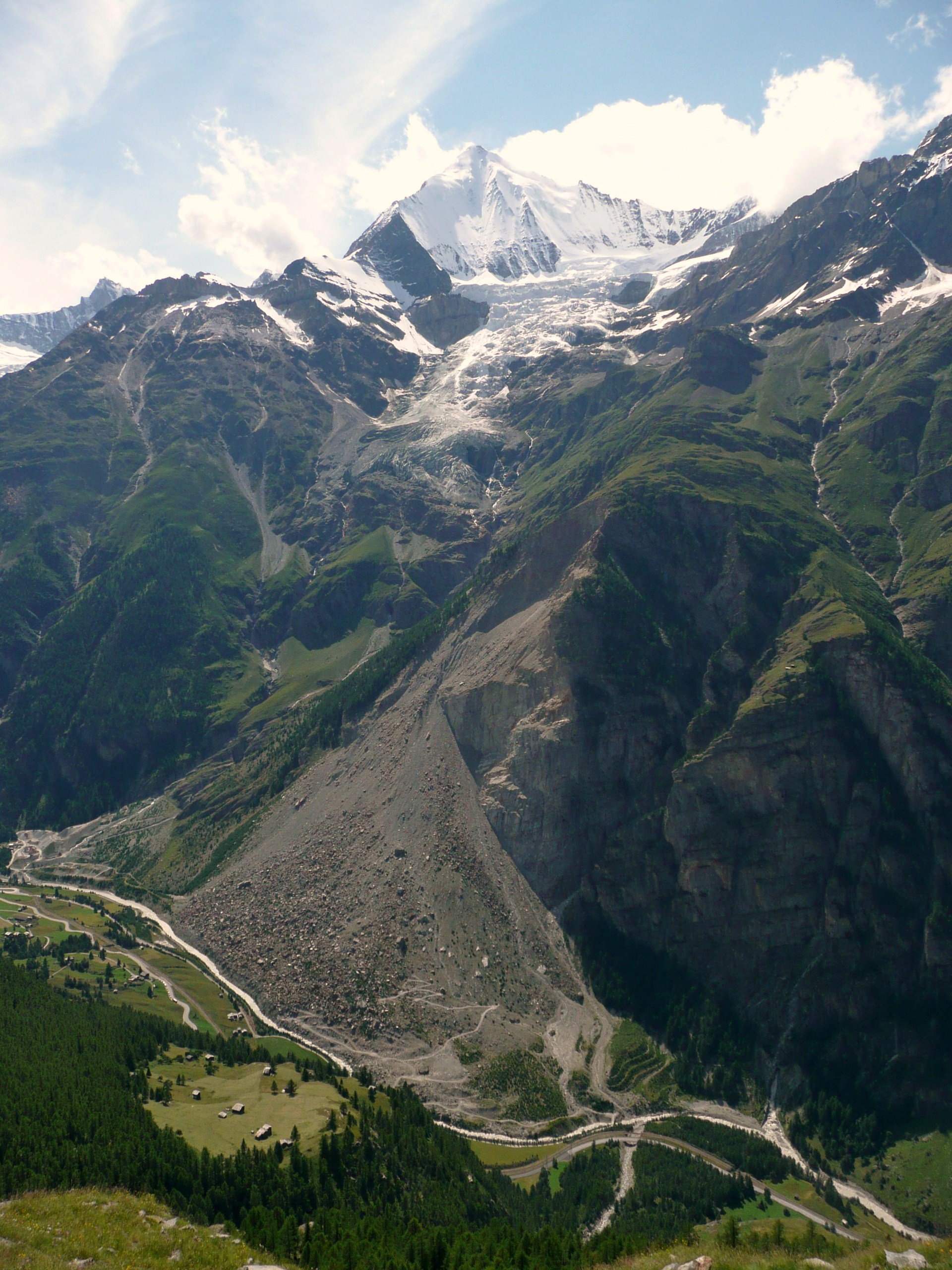
란다 위쪽의 최근 산사태

란다의 면적은 2011년 기준으로 54.5k㎡이다. 이 면적 중 8.0%는 농업용으로 사용되고, 9.9%는 산림이다. 나머지 토지 중 0.6%는 정착지(건물 또는 도로)이고, 81.5%는 불모지이다.
시정촌은 마터 계곡의 피스프구에 있다. 그것은 란다의 마을과 레르히, 빌디 및 아테른멘체의 작은 마을로 구성된다.

## 인구통계

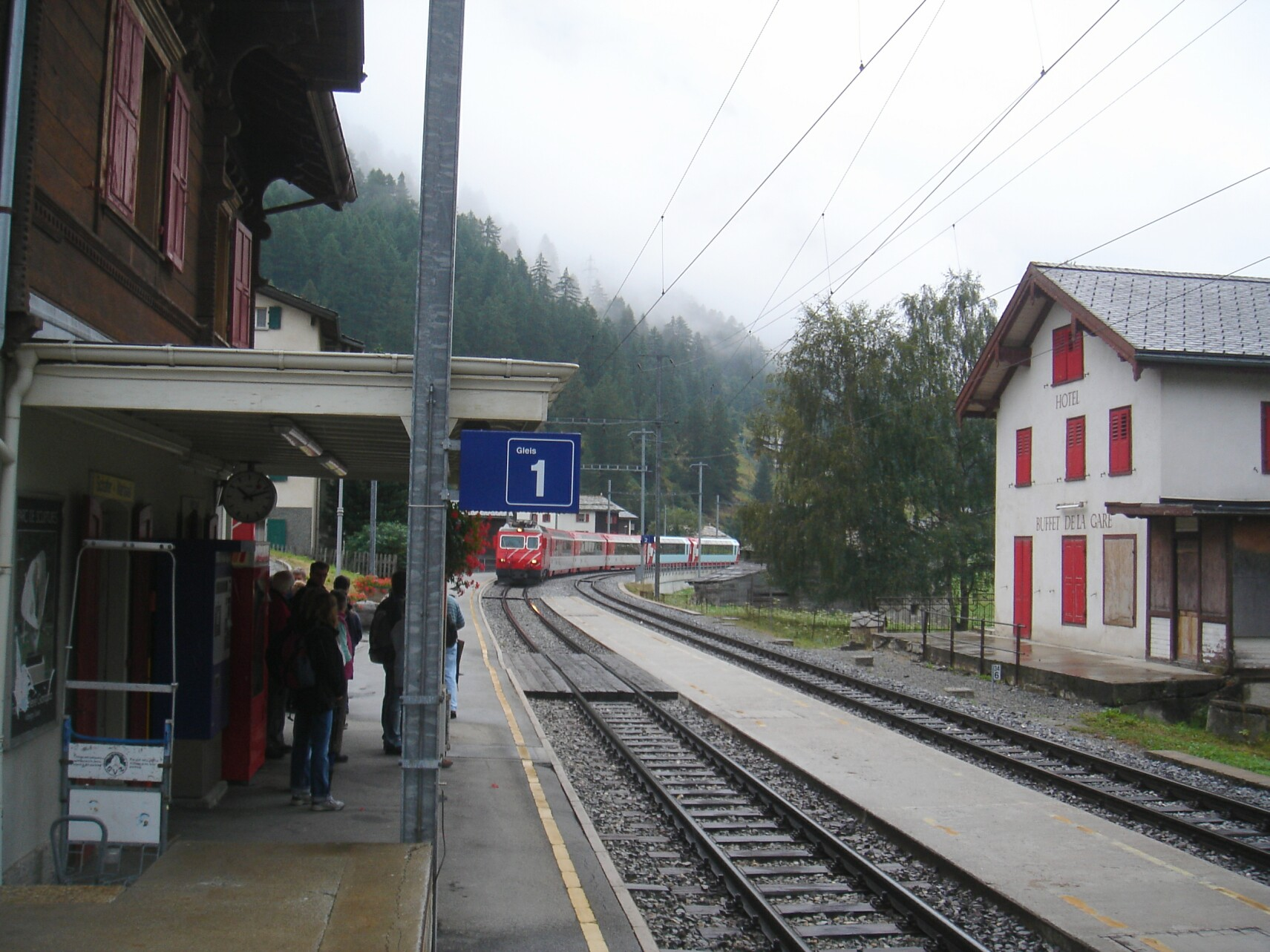
란다역

2020년 12월 기준, 란다의 인구는 425명이다. 2008년 기준으로 인구의 22.7%가 거주하는 외국인이다. 2000년부터 2010년까지 지난 10년 동안 인구는 -9.7%의 비율로 변화했다. 이주로 인해 -3.5%의 비율로, 출생 및 사망으로 인해 -2.8%의 비율로 변경되었다.
2000년 기준, 인구 대부분인 320명(79.2%)이 독일어를 모국어로 사용하고, 알바니아어가 55명(13.6%)으로 두 번째로 많이 사용되고, 세르보크로아티아어가 17명(4.2%)으로 세 번째로 사용된다. 프랑스어를 할 줄 아는 사람이 1명 있고, 이탈리아어를 할 줄 아는 사람이 한 명 있다.
2008년 기준으로 인구는 남성 46.7%, 여성 53.3%이다. 인구는 133명의 스위스 남성(인구의 33.9%)과 50명(12.8%)의 비스위스계 남성으로 구성되었다. 스위스 여성은 160명(40.8%), 비 스위스 여성은 49명(12.5%)이었다. 지자체의 인구 중 240명(59.4%)가 란다에서 태어나 2000년에 그곳에 살았다. 같은 주에서 태어난 51명(12.6%)가 있었고, 26명(6.4%)가 스위스 다른 곳에서 태어났다. 84명(20.8%)가 스위스 이외의 지역에서 태어났다.
2000년 기준으로 아동·청소년(0~19세)이 27.7%, 성인(20~64세)이 59.7%, 노인(64세 이상)이 12.6%를 차지하고 있다.
2000년 기준으로 시정촌에는 미혼이거나 독신인 사람이 195명 있다. 기혼자는 188명, 미망인은 16명, 이혼한 사람은 5명이었다.
2000년 기준으로 시정촌에는 146가구이며, 가구당 평균 2.8명이다. 1인 가구가 40가구, 5인 이상 가구가 22가구였다. 2000 년에는 총 145채(전체의 43.0%)가 상설 임대되었으며, 151채(44.8%)는 계절적 임대, 41채(12.2%)는 비어 있었다. 2010년 시정촌 공실률은 0.29%였다.
역사적 인구는 다음 차트에 나와 있다.

### 종교
2000년 인구 조사에 따르면 328명(81.2%)이 로마 가톨릭 신자이고, 11명(2.7%)이 스위스 개혁 교회에 속해 있다. 나머지 인구 중 정교회 교인은 4명 (0.99%)이었다. 이슬람교는 55명(13.61%)이었다. 1명(0.25%)은 교회에 속하지 않았고, 불가지론자 또는 무신론자였으며 5명(1.24%)이 질문에 대답하지 않았다.

## 정치
2007년 연방 선거에서 가장 인기 있는 정당은 72.09%의 득표율을 기록한 CVP였다. 그 다음으로 가장 인기 있는 3개 정당은 SP(12.69%), SVP (11.9%) 및 녹색당 (1.66%)이었다. 연방 선거는 총 166표를 던졌고 투표율은 59.3%였다.
2009년 국무원 선거에서 총 147표가 투표되었으며, 그중 14표(약 9.5%)가 무효였다. 유권자 참여율은 54.2%로 주 평균 54.67%와 비슷한 수준이다. 2007년 스위스 상원 선거에서 총 164표가 투표되었으며, 그중 6표(3.7%)가 무효였다. 유권자 참여율은 59.6%로 주 평균 59.88%와 비슷한 수준이다.

## 경제

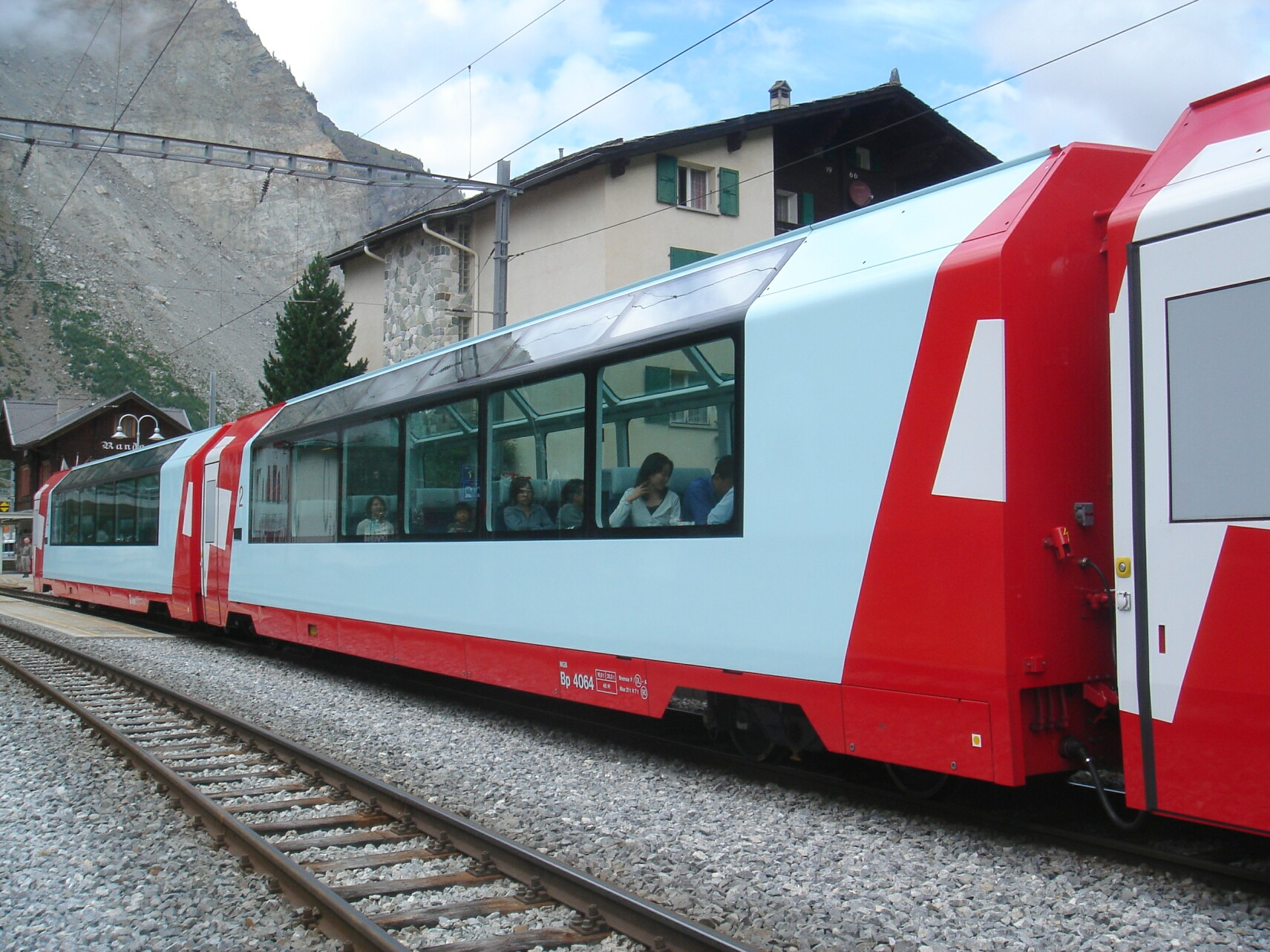
란다역의 빙하특급

2010년 현재 란다의 실업률은 3.1%이다. 2008년 기준으로 1차 경제 부문에 32명이 고용되어 있고 이 부문에 약 11개 기업이 참여하고 있다. 46명이 2차 부문에 고용되었고, 이 부문에 6개의 기업이 있었다. 35명이 3차 부문에 고용되었으며 이 부문에는 11개의 기업이 있다. 시정촌 주민은 188명으로 일정 정도 고용되었으며, 그중 여성이 전체 노동력의 41.0%를 차지하였다.
2008년에 정규직에 상응하는 총 일자리 수는 86개였다. 1차 부문의 일자리 수는 13개였으며, 그중 6개는 농업에 있었고, 7개는 임업 또는 목재 생산에 있었다. 2차 부문의 일자리 수는 46개로 그중 9개(19.6%)가 제조업, 37개(80.4%)가 건설업이었다. 3차 부문의 일자리 수는 27개였다. 3차 부문에서 1개는 자동차 판매 또는 수리, 2개(7.4%)는 물품의 이동 및 보관, 12개(44.4%)는 호텔 또는 레스토랑, 1개는 보험 또는 금융 산업, 2개(7.4%)는 기술 전문가였다. 또는 과학자, 5개(18.5%)가 교육에 있었다.
2000년에는 시정촌으로 통근하는 근로자가 19명, 출퇴근한 근로자가 138명이었다. 지자체는 근로자의 순수출 지자체이며, 1명이 전입할 때 약 7.3명의 근로자가 지자체를 떠나고 있다. 근로 인구의 46.3%가 대중교통을 이용하여 출퇴근하고, 35.6%가 자가용을 이용하였다.

## 교육
란다에서는 인구의 약 178명(44.1%)이 필수가 아닌 고등 교육을 이수했으며, 13명 또는(3.2%)가 추가 고등 교육(대학 또는 응용학문대학)을 마쳤다. 고등 교육을 이수한 13명 중 76.9%가 스위스 남성, 15.4%가 스위스 여성이었다.
2000년 현재 란다에는 다른 시정촌에서 온 1명의 학생이 있었고, 28명의 거주자는 시외 학교에 다녔다.